# Patrizia Gori
Patrizia Gori (Roma, 1950) è un'attrice italiana.

## Biografia
All'anagrafe Patrizia Gregori talvolta è stata accreditata con lo pseudonimo di Patricia Gore, o come Mimma Gori. Attiva anche in televisione, ha avuto un periodo di notorietà fra il 1971 e il 1981 interpretando, per il cinema italiano, diversi poliziotteschi e pellicole della commedia erotica all'italiana. Ha posato nuda per l'edizione italiana di Playboy sul numero di novembre 1977.

## Filmografia

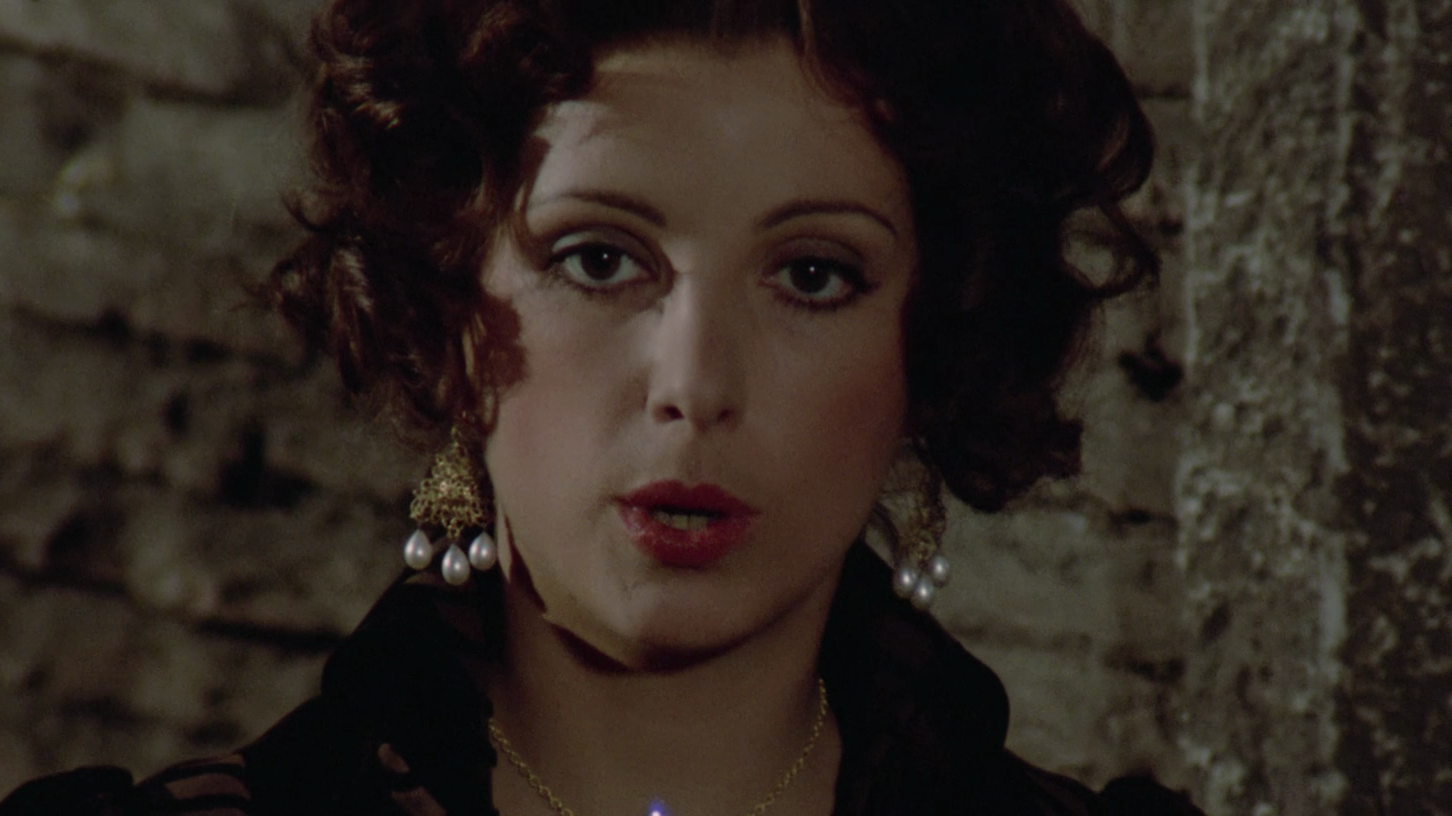
Patrizia Gori in Rugantino (1973)

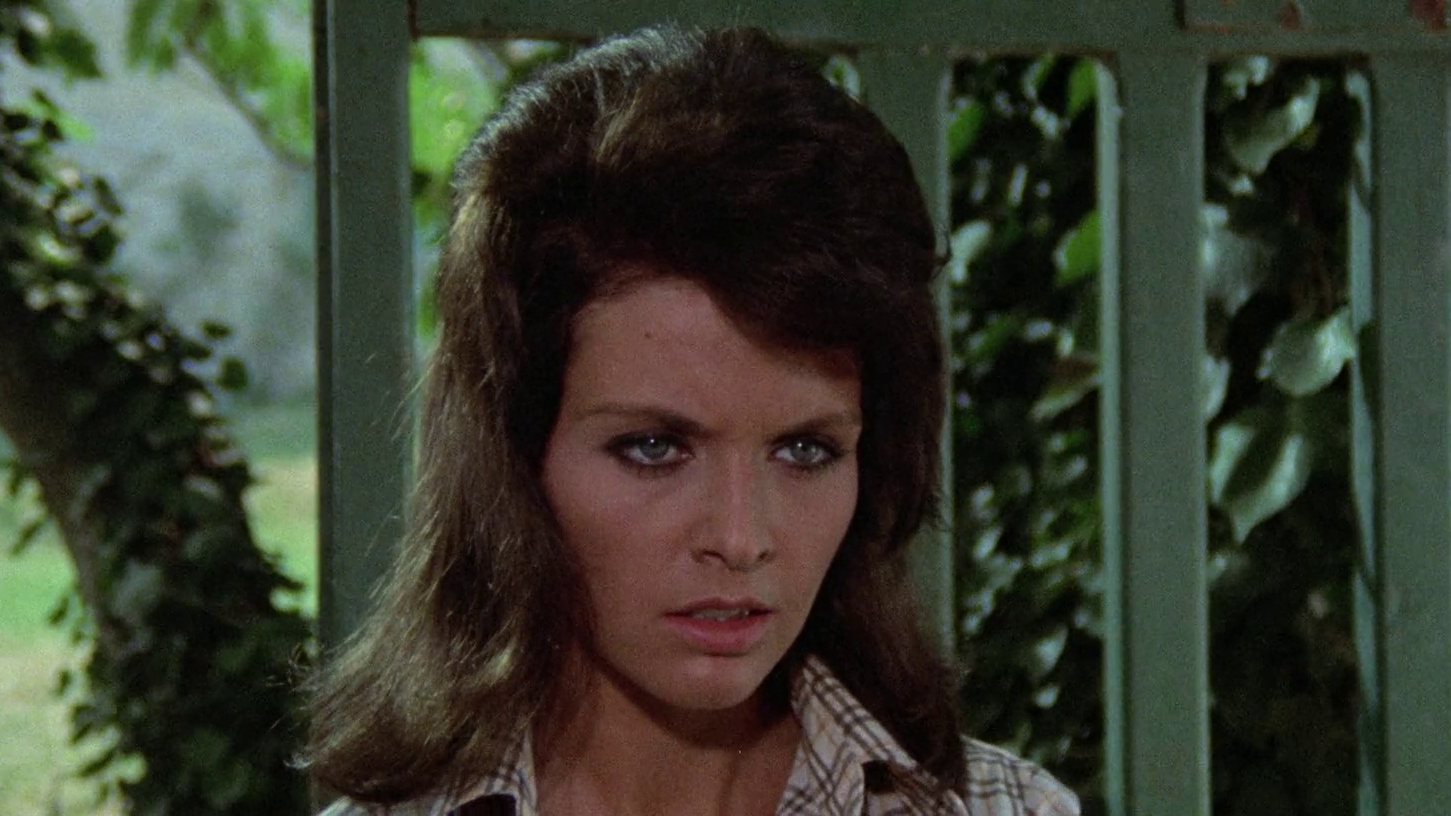
Patrizia Gori in Quelli che contano (1974)

- Il prete sposato, regia di Marco Vicario (1970)
- Rugantino, regia di Pasquale Festa Campanile (1973)
- Il re della mala, regia di Jurgen Roland (1973)
- L'eredità dello zio buonanima, regia di Alfonso Brescia (1974)
- Quelli che contano, regia di Andrea Bianchi (1974)
- L'educanda, regia di Franco Lo Cascio (1975)
- Le dolci zie, regia di Mario Imperoli (1975)
- Emanuelle e Françoise (Le sorelline), regia di Joe D'Amato (1975)
- Calore in provincia, regia di Roberto Bianchi Montero (1975)
- Un urlo dalle tenebre, regia di Angelo Pannacciò (1975)
- Roma drogata la polizia non può intervenire, regia di Lucio Marcaccini (1975)
- Stangata in famiglia, regia di Franco Nucci (1976)
- Le due orfanelle, regia di Leopoldo Savona (1976)
- Inhibition, regia di Paolo Poeti (1976)
- I vizi morbosi di una governante, regia di Filippo Walter Ratti (1977)
- La sorprendente eredità del tontodimammà, regia di Roberto Bianchi Montero (1977)
- Perversion, regia di Alain Payet (1977)
- Fraulein Kitty, regia di Patrice Rhomm (1977)
- La guerra dei robot, regia di Alfonso Brescia (1978)
- Il commissario Verrazzano, regia di Franco Prosperi (1978)
- La calda bestia di Spilberg, regia di Alain Payet (1978)
- Belli e brutti ridono tutti, regia di Domenico Paolella (1979)
- Gamines à tout faire, regia di Alain Payet (1979)
- Un uomo da ridere, regia di Lucio Fulci - miniserie TV (1980)
- L'assassino ha le ore contate, regia di Fernando Di Leo - serie TV (1981)
- Le professeur Raspoutine, regia di Andrei Feher e Gérard Grégory (1982)